# Gilbertown (Alabama)
Gilbertown est une ville du comté de Choctaw, en Alabama, aux États-Unis,.
La ville est fondée en 1910 par la Gilbert Townsite Company. La construction de la ligne ferroviaire Alabama, Tennessee and Northern Railroad arrive dans la région en 1912. 

## Démographie
| 1920 | 1950 | 1960 | 1970 | 1980 | 1990 | 2000 | 2010 |
| ---- | ---- | ---- | ---- | ---- | ---- | ---- | ---- |
| 229  | 413  | 270  | 207  | 218  | 235  | 187  | 215  |

## Source de la traduction
- (en) Cet article est partiellement ou en totalité issu de l’article de Wikipédia en anglais intitulé « Gilbertown, Alabama » (voir la liste des auteurs).